# Трагический герой
Трагический герой — главный герой трагедии. Данный тип героя был разработан древнегреческими трагиками — Софоклом, Эсхилом, Еврипидом, затем получил развитие в трагедиях Сенеки, Шекспира, Гёте, Шиллера и других.
В своей «Поэтике» Аристотель отмечает, что трагический герой должен быть добродетельным (сильным, благородным и т.п.), но никогда в высшей мере; также он должен вызывать у зрителя чувство жалости и страха. 
В древнегреческой трагедии герой имеет трагический изъян в форме гибриса (гордыни, амбиции, страсти), который ведет его к неверным решениям, конфликту с судьбой или обществом и в итоге к гибели / краху. Подробнее см. гамартия.